# Наивизъм
Наивизъм (на френски: art naïf) е всяка форма на изобразително изкуство, създадена от човек, който няма формалното образование и обучение на дипломиран художник (в сферата на анатомията, историята на изкуството, техниката, перспективата, начините за виждане). Когато тази естетика се употребява от обучен художник в резултат се получава изкуството, наречено примитивизъм. За разлика от народното изкуство, наивистичното изкуство не определя непременно различен културен контекст или традиция. Научното изкуство е признато по света и често имитира детската простота и откровеност. Картините от този вид обикновено имат плосък стил на превъплъщение с елементарен израз на перспектива.
Един особено влиятелен художник на „наивистичното изкуство“ е Анри Русо (1844 – 1910 г.), френски пост-импресионист, открит от Пабло Пикасо.
Течението възниква и се развива в края на XIX и началото на XX век. 

## Характеристика
В миналото на наивистичното изкуство често се гледало като на външно изкуство, което е практикувано от човек без формално (или почти никакво) обучение или степен по изобр. изкуство. Но това се променя през 20 век, когато се създават първите художествени академии за наивистично изкуство. В наши дни наивистичното изкуство е вече напълно признат артистичен жанр, представен в художествените галерии в цял свят.
Характеристиките на наивистичното изкуство са в странна връзка с качества на живописта, пренебрегвайки по природа трите правила на перспективата:
1. Намаляване на размера на обектите пропорционално на разстоянието,
2. заглушаване на цветове с разстояние,
3. намаляване на точността на детайлите с разстоянието,

В резултат са налице:
1. Геометрично неправилни ефекти на перспективата (неловката перспектива на рисунката, детски рисунки, средновековен стил, но сравнението спира там)
2. Силно използване на шарки, нерафиниран цвят върху всички планове на композицията, без да се обезсърчава във фонов режим,
3. Подробна точност детайлите, включително и тези детайли във фона, които би трябвало да бъдат засенчени.

## Течения
Годината, в която „наивистичното“ изкуство е „открито“ за света, е 1885 г., когато художникът Пол Синяк открива дарбата на Анри Русо и организира изложби с неговите творби в редица престижни галерии.

### Група Земля
Група Земля са хърватски художници, архитекти и интелектуалци, работещи в Загреб от 1929 до 1935 г. Групата е била с марксистка ориентация и е била частично моделирана върху „Neue Sachlichkeit“, водеща до повече стилизирани форми и появата на наивната живопис. Групата включва художниците Кристо Хагеюшич, Едо Коватиевич, Омер Мухаджич, Камило Ружичка, Иван Табакович и Отон Придружник, скулпторите Антун Аугустинчич, Франо Кристинич и архитект Драго Иблър. Група Земля търси отговори на социални въпроси. Програмата им подчертава значението на самостоятелното творческо изразяване и се противопоставя на некритичното копиране на чужди стилове. Вместо да произвеждат изкуство заради изкуството, те смятат, че тя трябва да отразява действителността на живота и нуждите на съвременната общност. Дейностите на изложбите на групата бяха все по-провокативни за правителството на деня, а през 1935 г. групата беше забранена.

### Хлебине
Хлебине са хърватски наивисти художници, работещи в или около село Хлебине, близо до унгарската граница от 1930 г. насам. По това време според Световната енциклопедия по наивистичното изкуство, 1984 с. Хлебине било се простирало до „няколко кални улички и едноетажни къщи“, но то създава забележителна група художници стават име в югославската наивна живопис.
Хлебине представлява малка живописна община в северната част на Хърватия, която през 1920 г. се превръща в място, срещу което група самоуки селяни започват да развиват уникален и донякъде революционен стил на рисуване. Това е предизвикано от водещи интелектуалци от времето като поета Антун Густав Матош и най-голямото име в хърватската литература Мирослав Кърлежа, който призовава за индивидуален национален художествен стил, който да бъде независим от западните влияния. Тези идеи били приети от известения художник от Хлебине Кристо Хегедушич, който открива Училище по живопис Хлебине през 1930 г. в търсене на национален „артистичен образ на селските райони“.
Иван Генералич е първият майстор на Хлебинската школа и първият, който развива отличителен личен стил, постигайки високо майсторство в своето изкуство.
След Втората световна война, следващото поколение Хлебински художници се стремяха да се съсредоточат повече върху стилизираните изображения на селския живот, взети от въображението. Дженералич продължава да бъде доминиращата фигура и насърчава младите художници, включително и синът му Йосип Генералич.
Хлебинската школа се превърна в световен феномен с появата си в биеналето във Венеция през 1952 г. и изложби в Бразилия и Брюксел.
Някои от най-известните наивни художници са Драган Гази, Иван Генералич, Йосип Генералич, Кристо Хагеюшич, Миджо Ковачич, Иван Лакович-Хърватия, Франьо Мраз, Иван Вечений и Мирко Вириус.

## Художници

### XVIII век
- Олуф Бререн (1787 – 1839)
- Justus DaLee (1793 – 1878)
- Едуард Хикс (1780 – 1849)
- Джошуа Джонсън (1763 – 1824)

### XIX век
- Джеймс Бард (1815 – 1897 г.)
- Илия Башичевич (1895 – 1972 г.)
- Андре Баучънт (1873 – 1958)
- Камил Бомбоа (1883 – 1970)
- Фердинанд Шевал, известен като „фаворит Шевал“ (1836 – 1924 г.)
- Денис Корбет (1826 – 1910)
- Хенри Дарър (1892 – 1973)
- Теора Hamblett (1895 – 1977)
- Джон Кейн (1860 – 1934)
- Арнолд Крамър (1882 – 1976)
- Олоф Кранс (1838 – 1916)
- Антонио Лигаубе (1899 – 1965)
- Кандидо Лопес (1840 – 1902)
- Серафина Луи, известна като „Séraphine de Senlis“ (1864 – 1942)
- Л. С. Лоури (1887 – 1976)
- Анна Мери Робъртсън (1860 – 1961)[12]
- Никифор Дровняк (1895 – 1968) Полша
- Теофил Очиепка (1891 – 1978) Полша
- Хорас Пипин (1888 – 1946)
- Нико Пиросмани (1862 – 1918)
- Петър Риндисбахер (1806 – 1834) Американец, б. Швейцария
- Барбаро Ривас (1893 – 1967) Венецуела
- Анри Русо (1844 – 1910) Франция
- Джон Сърл (1894 – 1993) САЩ
- Матия Скуржени (1898 – 1990 г.) Хърватия
- Хенри Стокли (1892 – 1982), Великобритания
- Лавослав Торти (1875 – 1942) Хърватия
- Мирко Вириус (1889 – 1943) Хърватия
- Мигел Гарсия Виванкос (1895 – 1972)
- Луи Вивин (1861 – 1936)
- Алфред Уолис (1855 – 1942)
- Скоти Уилсън (1890 – 1972)
- Елинор Айки (1893 – 1969)

### ХХ век
- Геснер Абелард (1922 г.)
- Андреас Аларисто (1900 – 1989) Финландия
- Альона Азерная (1966 г.) Русия
- Ян Бакур (1937 г.) Сърбия
- Ян Балет (1913 – 2009 г.)
- Нина Барка (Мари Смирски) (1908 – 1986 г.)
- Катерина Билокур (1900 – 1961) Украйна
- Янко Брашич (1906 – 1994 г.)
- Фредерик Брюли Буабр (1923 г.)
- Юджин Буктеника (1914 – 1997 г.) Хърватия
- Зузана Чалупова (1925 – 2001 г.) Коновица (Войводина) Сърбия
- Паулина Констанция (1970 г.) Филипини
- Мишел Делакроа (1933 г.) Франция
- Префет Дъфаут (1923 г.)
- Емерк Фейш (1904 – 1969) Хърватия
- Хауърд Финстер (1916 – 2001)
- Роберт-Емил Фортин (1945 – 2004) Канада
- Джордж Фредерикс (1929 г.)
- Хосе Родригес Фустер (1946 г.) Куба
- Драган Гази (1930 – 1983) Хърватия
- Иван Генералич (1914 – 1992) Хлебин, Хърватия
- Йосип Генералич (1935 – 2004) Хлебин, Хърватия
- Мокарамех Ганбари (1928 – 2005) Иран
- Petronėlė Gerlikienė (1905 – 1979)
- Петър Грюк (1933 – 2006) Хърватия
- Кристо Хегеушич (1901 – 1975) Хърватия
- Вера Хендрихова (1920 – 1981) Чехия
- Ян Хусарик (1942 г.) Падина, Сърбия
- Даниел Джонстън (1961 г.) Остин, Тексас
- Драго Юрак (1911 – 1994 г.) Хърватия
- Боб Джъстин (1941 г.)
- Ференц Калмар (1928 г.)
- Миджо Ковачич (1935-) Хърватия
- Сийгфрид Л. Кратоввил (1916 – 2005) Австрия
- Иван Лакович (1932 – 2004) Хърватия
- Павел Леонов (1920 – 2011) Русия
- Мануел Лепе Македо (1936 – 1984)
- Ферейра Луи Мариус (1953 г.)
- Катя Медведева (родена 1937 г.) Русия
- Мартин Мехкек (1936 – 2014 г.) Хърватия
- Мануел Мендеви (1944 г.) Куба
- Доброслав Милоевич (1948 г.) Сърбия
- Етел Райт Мохамед (1906 – 1992) Американец
- Франжо Мраз (1910 – 1981) Хлебин, Хърватия
- Navitrolla (1970 г.) Естония
- Ради Неделчев (1938 г.)
- Норман Неазом (1915 – 2010 г.)
- Мери Нол (1914 – 2001) Фокс Пойнт, Уисконсин
- Деролд Пейдж (1947)
- Стан Йоан Патраш(1908 – 1977) Румъния
- Брайън Пиърс (1929 – 2007)
- Марио Перес (1943 г.)
- Нан Фелпс (1904 – 1990) Американец
- Мария Примаченко (1908 – 1997) Украйна
- Олес Семерня (1936 – 2012 г.) Украйна
- Алевтина Пижова (родена през 1936 г.) Русия
- Иван Рабузин (1921 – 2008) Хърватия
- Маркей Робинсън (1918 – 1999 г.) Ирландия
- Константин Родко (1908 – 1995 г.)
- Василий Романенков (1953 – 2013 г.) Русия
- Хайнц Сеелиг (1909 – 1992) Израел
- Йешайа Шейнфелд (1909 – 1979) Израел
- Мери Майкъл Шели (роден през 1950 г.)
- Крис (артистът на Симпсън) (1983 г.) Англия
- Петър Смайч (1910 – 1985) Хърватия
- Питър Смит (1967 г.)
- Славко Столник (1929 – 1991 г.) Хърватия
- Бунлеуа Сулилат (1932 – 1996 г.)
- Драгиша Станиславвич (1921 г.)
- Чайби Талал (1929 – 2004)
- Брача Търнър (1922 г.)
- Клаудия Векюрели (1978 – 2009) Италия
- Иван Веченид (1920 – 2013 г.) Хърватия
- Guido Vedovato (1961 г.) Италия
- Артър Вилньов (1910 – 1990)
- Елена Волкова (1915 – 2013 г.)
- Сергей Заграевски (1964 г.) Русия
- Фред Йейтс (1922 – 2008)
- арх. Георги Георгиев, 1956г., България

#### Българските художници наивисти
- Георги Кононец, р.1936 Перник
- Бенчо Обрешков (1899 – 1970), Карнобат
- Димитър Вецин 1950 г., с. Орешец, Белоградчишко
- Румен Малчев 1970 г., гр. Ямбол
- Стела Стефанова 1979г., гр. Пловдив
- Мара - Мариела Димитрова

## Музеи и галерии

#### България
Салон за наивистично и интуитивно изкуство
Белгия

- Музей на спонтанното изкуство в Брюксел Архив на оригинала от 2018-03-23 в Wayback Machine.
- Музей Art en Marge в Брюксел Архив на оригинала от 2018-03-19 в Wayback Machine.
- MADmusée в Лиеж Архив на оригинала от 2018-10-31 в Wayback Machine.

Бразилия

- Международен музей на наивистичното изкуство на Бразилия в Cosme Velho, Рио де Жанейро Архив на оригинала от 2018-03-19 в Wayback Machine.
- Галерия Жак Ардийс в Сао Пауло

Канада

- Музей на международното изкуство на Магог в Магог

Хърватия

- Хърватски музей на наивистичното изкуство в Загреб [13]
- Галерия на хърватското наивистичното изкуство Архив на оригинала от 2018-07-28 в Wayback Machine. в Загреб
- Хърватски музей на наивистичното изкуство в Хлебине

Естония
- Център за наивистично изкуство „Кондас“ във Вилянди

Финландия
- Naivistit Iittalassa в Iittala

Франция
- Музей на международното изкуство на Анатол Яковски в Ница
- Музей на изкуството Naïf – Макс Фурни в Париж
- Международен музей на наивистичното изкуство във Виск (близо до Версай) Архив на оригинала от 2016-11-03 в Wayback Machine.
- Музей на наивистичното изкуство в Бераут Архив на оригинала от 2012-05-10 в Wayback Machine. (близо до Тулуза)

Германия
- Музеят Шарлот Зандър в Бьоннхайм
- Gesellschaft für Naive Kunst в Хановер

Унгария
- Музей на унгарските художници наивисти в Кечкемет[14]

Израел
- Галерия на международното наивистично изкуство (GINA) в Тел Авив

Латвия
- Музей на наивистичното изкуство на Латвия в Рига Архив на оригинала от 2018-03-24 в Wayback Machine.

Никарагуа
- Arte Primitivista де Никарагуа в Манагуа

Филипини
- Музея на наивистичното изкуство на Паулина Констанция (MONA) в Себу

Португалия
- Музея на изкуствата Приемна Модерна в Гимараеш

Русия
- Музей на наивистичното изкуство в Москва
- Събиране на наивистично и аутсайдско изкуство на д-р Х. Богуемская и А. Търчин

Сърбия
- Музей на наивистичното и маргиналното изкуство в Ягодина Архив на оригинала от 2016-08-04 в Wayback Machine.
- Галерия на наивистичното изкуство в Коновица

Словения
- Галерия на наивните художници Требне Архив на оригинала от 2018-02-16 в Wayback Machine. в Требньо

Испания
- Мануел Морал Международен музей на наивистичното изкуство в Хаен[15]

САЩ
- Антъни Петуло Колекция от самоук и изкуство отвън[16]
- Американски музей за визуално изкуство в Балтимор[17]

## Организации
- Общество на народното изкуство на Америка
- АБНА – Английската асоциация за наивистично изкуство
- Асоциация за народно изкуство на Израел
- Холандска асоциация за наивистично изкуство
- Асоциация на наивистичното изкуство на Дания
- Франция наив арт груп